# آنا گاورونسکا
آنا گاورونسکا (انگلیسی: Anna Gawrońska؛ زادهٔ ۲۴ مارس ۱۹۷۹) بازیکن فوتبال اهل لهستان است.
وی همچنین در تیم ملی فوتبال زنان لهستان بازی کرده‌است.